# Friedrich II. (Leiningen)

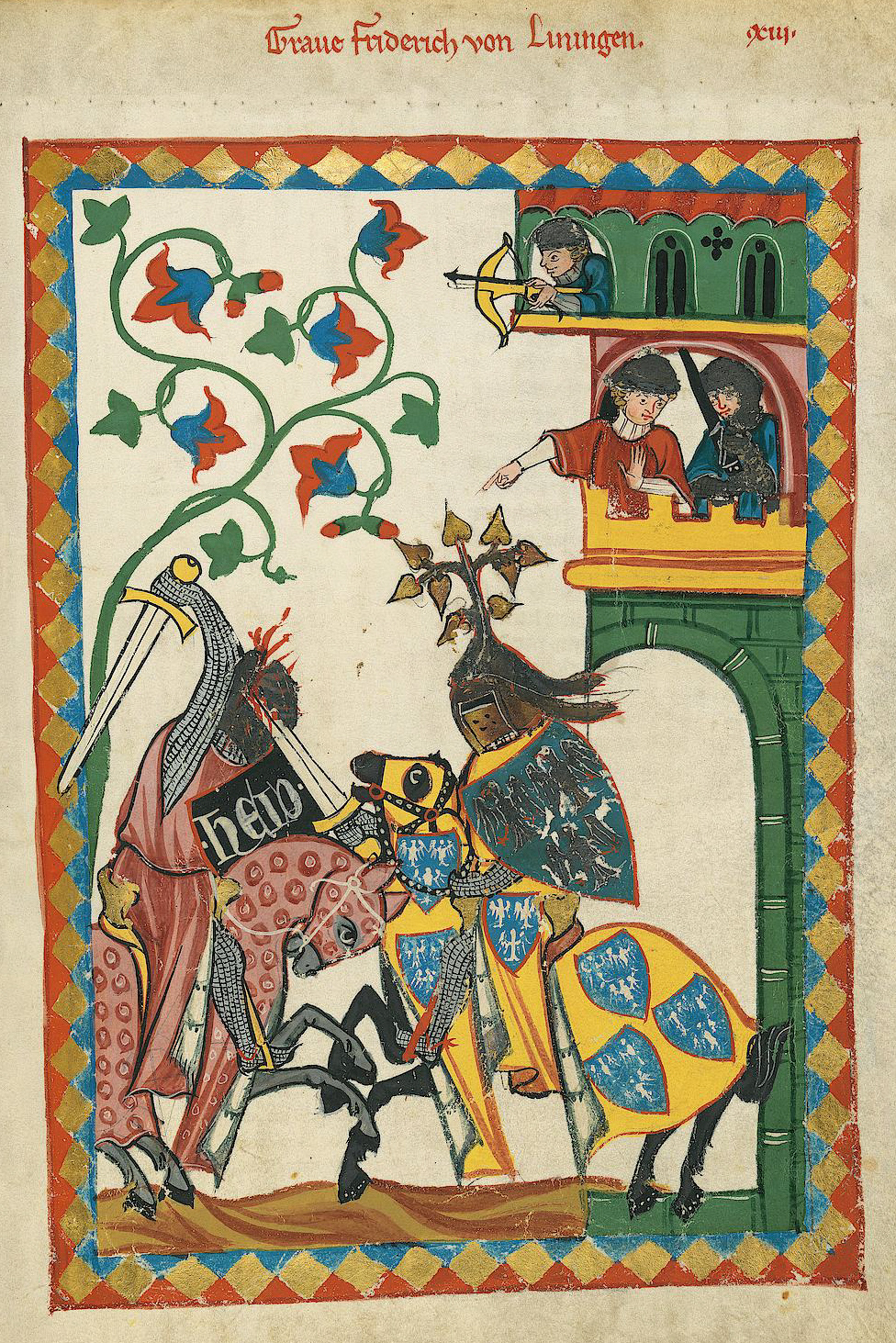
Minnesänger Friedrich von Leiningen

Friedrich II. von Leiningen, zuvor Graf Friedrich von Saarbrücken († 1237), war ein geborener Graf von Saarbrücken, wurde zum Erben der Grafschaft Leiningen bestimmt und nannte sich von da an Graf Friedrich II. von Leiningen.

## Biografie

### Herkunft und Familie
Friedrich kam zur Welt als ein nachgeborener Sohn des Grafen Simon II. von Saarbrücken und seiner Gattin Liutgard bzw. Lucarde von Leiningen († nach 1239), Tochter des Grafen Emich III. von Leiningen. Seine Brüder waren Graf Simon III. von Saarbrücken († 1235/40) und der Wormser Bischof Heinrich II. von Saarbrücken († 1234). Agnes, die Schwester ihres Großvaters Simon I. von Saarbrücken, hatte als zweite Gattin den Herzog Friedrich II. von Schwaben geheiratet, wodurch sie die Stiefmutter von Kaiser Friedrich Barbarossa bzw. die Mutter seines Halbbruders Konrad wurde. Deshalb bestand ein ausgesprochen gutes Verhältnis zum Geschlecht der Staufer.

### Leben
Die Mutter Luitgard bzw. Lucarde war die Schwester von Friedrich I., dem letzten männlichen Spross der Grafen von Leiningen. Er starb um 1220 und hatte schon zuvor seinen Neffen Friedrich von Saarbrücken, den Sohn seiner Schwester, als Erben bestimmt.

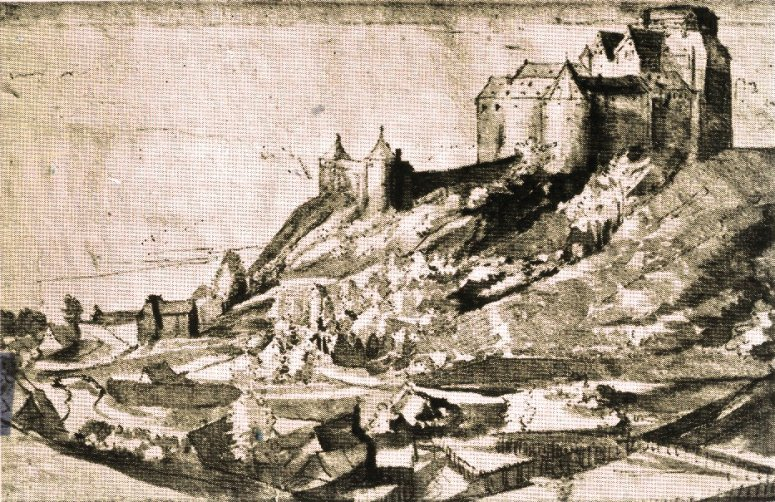
Älteste bekannte Darstellung der Hardenburg (um 1580)

Vor seiner Einsetzung als Erbe nannte sich der Adelige Graf Friedrich von Saarbrücken. Zum designierten Nachfolger erklärt, erbaute er sich (bereits vor 1212) bei der Grafschaft Leiningen einen Wohnsitz, die Hardenburg, welche noch als Ruine existiert. Sie lag auf dem Boden des Klosters Limburg, dessen Schirmvogt sein Onkel Friedrich I. von Leiningen war. Dieser deckte jedoch die widerrechtliche Errichtung der Anlage auf fremdem Besitz, was zu Streitigkeiten mit der Abtei führte, die erst 1290 beigelegt wurden. Seit dem Bau der Hardenburg bezeichnete sich Friedrich von Saarbrücken auch als Herr von Hardenburg.
Nachdem Friedrich I. von Leiningen um 1220 verstorben war, trat der Saarbrücker Neffe die Erbfolge an und nannte sich nun Graf Friedrich II. von Leiningen. Er wurde somit zum Begründer des zweiten (jüngeren) Hauses der Grafen von Leiningen.
Politisch war Graf Friedrich II. mit König Heinrich VII. 1234/35 in die Rebellion gegen dessen Vater, Kaiser Friedrich II., verwickelt und versuchte erfolglos, das kaisertreue Worms zu erobern, unterwarf sich aber letztlich dem Kaiser und sicherte so seiner Dynastie den Fortbestand. Mit seinem Bruder, Heinrich II. von Saarbrücken, verband ihn eine innige Freundschaft.
Friedrich II. wird als Autor des Minneliedes im Codex Manesse angesehen.
Graf Friedrich II. von Leiningen starb 1237 und wurde in der Familiengruft des Klosters Höningen bestattet.

### Ehe und Nachkommen
Noch zu Lebzeiten des Onkels erfolgte die Verehelichung Friedrichs II. mit Agnes von Eberstein (Tochter des Grafen Eberhard III. von Eberstein), einer Schwester des Speyerer Bischofs Konrad von Eberstein und Cousine der Hl. Hedwig sowie der Königin Gertrud von Ungarn, deren Tochter wiederum die Hl. Elisabeth von Thüringen ist. Eberhard IV. von Eberstein, ein anderer Bruder der Braut, besaß die Herrschaft Stauf in der Nordpfalz, welche er aus seinem mütterlichen Erbgut der Andechser erhalten hatte, und war dort 1241 der Gründer des Nonnenklosters Rosenthal.
Das Paar hatte mindestens 9 Kinder, davon 7 Söhne. Die bedeutendsten sind:
- Simon von Leiningen († um 1234) ⚭ Gertrud († 1220), aus dem Haus Dagsburg. Als Erbtochter des Grafen Albert II. von Dagsburg hatte sie die Grafschaft Dagsburg mit in die Ehe eingebracht, welche zunächst an ihren Mann, aber dann an dessen Bruder Friedrich III. fiel. Er und seine Nachkommen nannten sich ab dieser Zeit Grafen von Leiningen-Dagsburg.
- Friedrich III. von Leiningen († 1287), spätestens 1245 ⚭ Adelheid Gräfin von Kyburg (* um 1220;  † um 1282), Cousine König Rudolf I. von Habsburg, Nichte des Metzer Bischofs Jakob von Lothringen und Enkelin Herzogs Friedrich II. von Lothringen.[1] 
  - Friedrich IV. (* um 1240; † um 1316)
  - Konrad, 1281 in einer Urkunde als Zeuge genannt, trat die Haupterbfolge an und erbaute um 1240 die Burg Neuleiningen
- Emich IV. von Leiningen (* um 1215; † vor 1279), Gründer der Stadt Landau in der Pfalz 1235 ⚭ I. Elisabeth († 1264), 1265 ⚭ II. Margarethe von Hengebach (Heimbach), Witwe des Grafen Simon I. von Sponheim-Kreuznach. Aus der ersten Ehe gingen vier Kinder hervor, aus der zweiten Ehe sind keine Kinder bekannt.
  - Agnes († nach Dezember 1299) ⚭ vor 1270 Otto I., Graf von Nassau
  - Adelheid, ⚭ 1265 Johann I., Graf von Sponheim-Kreuznach
  - Kunigunde ⚭ vor 1267 Heinrich I., Graf von Blankenberg[5]
  - Emich (V.), Graf von Leiningen († 1289) ⚭ Katharina von Ochsenstein, Tochter der Kunigunde von Habsburg.
- Berthold von Leiningen († 12. Mai 1285), von 1257 bis zu seinem Tode 1285 Bischof von Bamberg
- Heinrich von Leiningen († 18. Januar 1272 wahrscheinlich in Worms), Bischof von Speyer

Zwei weitere Söhne waren 
- Walram Dompropst zu Worms und Stiftspropst von St. Guido in Speyer. Er hatte Liegenschaften in Abenheim erhalten, die er 1284, „zu seinem und seiner Eltern Seelentroste“, dem Kloster Otterberg vermachte.
- Eberhard. († 1231) Dominikaner in Worms, wurde nach eigenem Wunsch in deren Klosterfriedhof begraben. Sein Onkel, Bischof Heinrich von Saarbrücken, ließ den Neffen exhumieren und standesgemäß auf dem Domfriedhof bestatten. Der Orden beschwerte sich daraufhin in Rom, worauf der Papst verfügte, dass dem letzten Willen des Verstorbenen Rechnung zu tragen sei, und dieser wurde erneut auf dem Friedhof der Dominikaner beigesetzt.[6]

Eine Tochter namens 
- Kunigunde ⚭ Werner IV. von Bolanden
  - Friedrich von Bolanden (* im 13. Jahrhundert; † Januar 1302), 1272 bis 1302 Bischof von Speyer.[7] Von ihrer Enkelin Anna von Bolanden (* um 1260; † 1320 in Worms), Zisterzienserin im Kloster Kirschgarten zu Worms, ist ein wertvoller Codex erhalten.